# (1939) Loretta
(1939) Loretta – planetoida z pasa głównego asteroid okrążająca Słońce w ciągu 5,52 lat w średniej odległości 3,12 j.a. Odkrył ją Charles Kowal 17 października 1974 roku w Obserwatorium Palomar. Nazwa planetoidy pochodzi od imienia córki odkrywcy.